# Johnnie Taylor
Johnnie Harrison Taylor (Crawfordsville, Arkansas, 5 mei 1934 - Dallas, Texas, 31 mei 2000) was een Amerikaans zanger. Hij begon in zijn jonge jaren als gospelzanger, maar later zou hij ook blues, soul, pop, doo-wop en disco liedjes zingen. Hij werd vooral bekend door zijn enige wereldhit Disco Lady.

## Jeugd
Taylor groeide op bij zijn oma als jongste kind van drie kinderen in West Memphis, Arkansas. Vanaf zijn zesde jaar zong hij in het gospelkoor van de kerk. Op zijn tiende liep hij weg van huis en ging hij in Kansas City, Kansas wonen. Daar ging hij bij de gospelgroep The Melody Makers zingen. Deze groep zong vaak samen met de groep The Souls Stirrers, waarvan Sam Cooke de zanger was. Cooke wilde graag solo gaan zingen en Taylor werd de zanger van The Souls Stirrers. Hij maakte twee jaar lang platen met de groep totdat Taylor dominee wilde worden. Hij verhuisde naar Chicago, Illinois en het bloed kroop waar het niet gaan kon toen hij gevraagd werd om bij The 5 Echoes te komen zingen. Hij aarzelde geen moment. Daarna zong Taylor bij The Highway Q.C.’s en ging in Los Angeles, Californië wonen.

## Carrière
Cooke had ondertussen zijn eigen SAR Records opgericht en bood zijn goede vriend Taylor een contract aan. Cooke wilde dat Taylor meer pop en R&B liedjes ging zingen en in 1962 had Taylor zijn eerste kleine hit met "Rome (wasn't build in one day)". Het eerste nummer wat geproduceerd was door Cooke. Helaas stierf Cooke in 1964 door een schietincident en verloor Taylor behalve een goede vriend ook een platencontract.
In 1966 tekende Taylor een contract bij Stax Records en had hij al gelijk een kleine hit met het nummer "I had a dream". Ook de singles "I got to love somebody's baby" en "Somebody's sleeping in my bed" werden redelijke hits.
In 1968 kwam Taylor Don Davis tegen bij Stax Records. Davis wilde graag dat de liedjes die Taylor zong meer een Motown geluid kregen. Davis produceerde "Who's making love" en dat werd een nummer één hit in 1975 in Amerika. Ze vonden de samenwerking erg prettig en maakten nog een aantal platen met elkaar. "Disco Lady" werd een grote platina hit in Amerika en werd tevens zijn grootste wereldhit in 1976. Maar helaas ging Stax Records in datzelfde jaar failliet en had Taylor voor de tweede keer in zijn carrière geen platencontract.
In 1984 kreeg Taylor eindelijk weer een contract bij het kleine platenlabel Malaco Records. Tien jaar later had Taylor de best verkochte plaat van het muzieklabel gemaakt: "Good Love!". In 1999 maakte Taylor zijn laatste plaat met de titel "Gotta Get the Groove Back".
In 2000 stierf Taylor aan een hartaanval in het Charleton Methodist Hospital in Dallas.

## Diversen
1. De bijnaam "the Philosopher of Soul" kreeg Taylor ten tijde dat hij een contract had bij Stax Records.
2. Taylor heeft op veel platen van Booker T. and the MG's meegezongen.
3. In de jaren 80 was Taylor een dj bij een radiostation in Dallas.
4. In 1999 kreeg Taylor de Pioneer Award van het Rhythm and Blues Foundation.
5. Taylor is naast zijn moeder Ida Mae Taylor begraven.
6. In 2004 is het nummer "What about my love" gesampled door the Shapeshifters. Het nummer Lola's theme werd een nummer één hit in Engeland.
7. Vier van zijn negen kinderen gingen in de muziekwereld :Johnny Taylor jr., Floyd Taylor, Latasha "Tasha" Taylor en T.J. Hooker-Taylor.

- Biblioteca Nacional de España: XX1585337
- Bibliothèque nationale de France: cb13921790h (data)
- Gemeinsame Normdatei: 134942167
- International Standard Name Identifier: 0000 0001 3877 2768
- Library of Congress Control Number: n78039172
- MusicBrainz: 4c1c21bc-56d9-4bed-8b58-360b08e76ffa
- Système universitaire de documentation: 079490328
- Virtual International Authority File: 60336848
- WorldCat: E39PBJtmpWw4Hg3YcXjTPhQQbd